# Nomada bicellularis
Nomada bicellularis là một loài Hymenoptera trong họ Apidae. Loài này được Ducke mô tả khoa học năm 1908.